# Wincenty Karsza
Wincenty Karsza herbu Roch III – podstoli podolski w latach 1791–1793, rotmistrz chorągwi 8. Brygady Kawalerii Narodowej w 1793 roku.
W 1791 roku został kawalerem Orderu Świętego Stanisława.